# FV Union 08 Böckingen
FV Union 08 Böckingen is een voetbalvereniging uit Heilbronn-Böckingen.

## Geschiedenis
De vereniging kwam in 1908 voort uit een fusie tussen FK Germania 08 Böckingen en Viktoria Böckingen. Sinds 1911 is het Stadion am See de vaste speelplaats.
Het grootste succes van de club was in 1934 met het kampioenschap van de Gauliga Württemberg, waarmee men zich kwalificeerde voor de eindronde van het Duits landskampioenschap. Hierin werd de club reeds in de voorronde uitgeschakeld.
Tot november 1944 - toen de club zich terugtrok - zou men in de hoogste klasse van de Gauliga Württemberg verblijven. Vanaf 1954 bevindt de club zich in het regionaal amateurvoetbal.

## Erelijst
Kampioen Württemberg
1931
Gauliga Württemberg
1934